# Lužnica (Suva Reka)
Pour les articles homonymes, voir Lužnica.
Luzhnicë en albanais et Lužnica en serbe latin (en serbe cyrillique : Лужница) est une localité du Kosovo située dans la commune/municipalité de Theranda/Suva Reka et dans le district de Prizren/Prizren. Selon le recensement de 2011, elle compte 172 habitants, dont une majorité d'Albanais.

## Démographie

### Évolution historique de la population dans la localité
| 1948 | 1953 | 1961 | 1971 | 1981 | 1991 | 2011 |
| ---- | ---- | ---- | ---- | ---- | ---- | ---- |
| 116  | 127  | 151  | 176  | 188  | 228  | 172  |

|  |